# Cheval au Japon
Le cheval au Japon, en dehors de sa dimension symbolique et cultuelle très présente, fait aussi l'objet d'un important élevage pour les courses de galop. Le yabusame, forme de tir à l'arc à cheval qui perdure de nos jours, est issu de la tradition équestre japonaise.

## Histoire

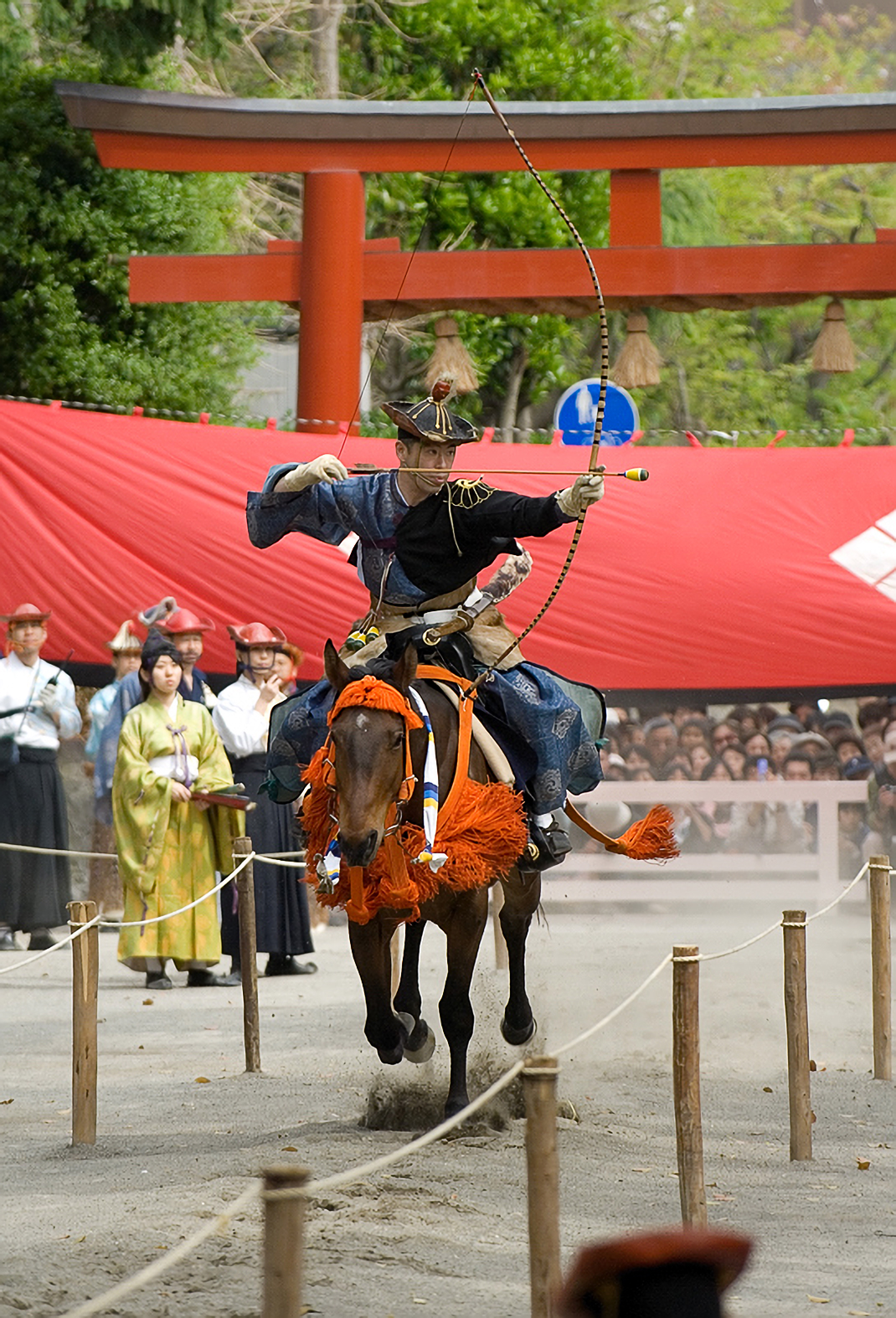
Archer de yabusame à cheval.

Le Japon n'a pas de populations équines préhistoriques. Ce sont des tribus coréennes qui introduisent pour la première fois l'animal durant l'Antiquité. D'après Elwyn Hartley Edwards, des chevaux d'Asie centrale arrivent sur les îles japonaises au IIIe siècle, puis au XIIIe siècle, le cheval mongol est introduit via les invasions de Kubilay Khan.
Le cheval acquiert un statut d'« animal noble par excellence » au Moyen Âge, mais contrairement à l'occident où le cavalier d'élite devient un chevalier, le Japon privilégie « la voie de l'arc ». D'après des sources du XVIe siècle, les cavaliers japonais ont l'habitude de se mettre en selle par la droite (à l'inverse des occidentaux qui le font par la gauche), et de faire rentrer le cheval à l'écurie à reculons (là aussi, à l'inverse des occidentaux qui le font par la tête). La monte par la droite pourrait s'expliquer par le fait que l'arc est traditionnellement tenu en main gauche.
Les premières courses hippiques à l'occidentale sont introduites vers 1860 dans la région de Yokohama. Les chevaux japonais n'étant pas élevés pour la vitesse, certains sont importés de Shanghai et d'autres régions de Chine. Les premiers Pur-sang sont importés vers 1870 depuis les États-Unis avec quelques pics d'importations importants vers 1895, et 1907 sous l'impulsion du groupe Mitsubishi, qui fait venir un étalon et vingt juments directement du Royaume-Uni. Les premiers règlements des courses hippiques voient le jour.
En parallèle de ces importations de Pur-sangs, les Japonais découvrent et adoptent l'équitation à l'européenne. La Seconde Guerre mondiale est presque fatale à l'élevage hippique. Le pays se relance sérieusement dans la filière au sortir de la guerre. Le nombre de chevaux de course élevés sur le sol japonais n'a pas cessé d'augmenter jusqu'au début des années 1990, où la filière d'élevage commence à rencontrer de graves problèmes.
La pratique du yabusame a survécu en tant que tradition shinto.

## Élevage
Le Japon est l'un des principaux pays vivant du business des courses hippiques, et donc du Pur-sang. Les élevages ont la particularité d'être concentrés dans une seule région, car 94 % des poulains proviennent de l'île d'Hokkaidō et 80 % de la région d'Hidaka. Le Japon organise chaque année l'une des courses internationales les plus prestigieuses, la Japan Cup.

## Dans la culture

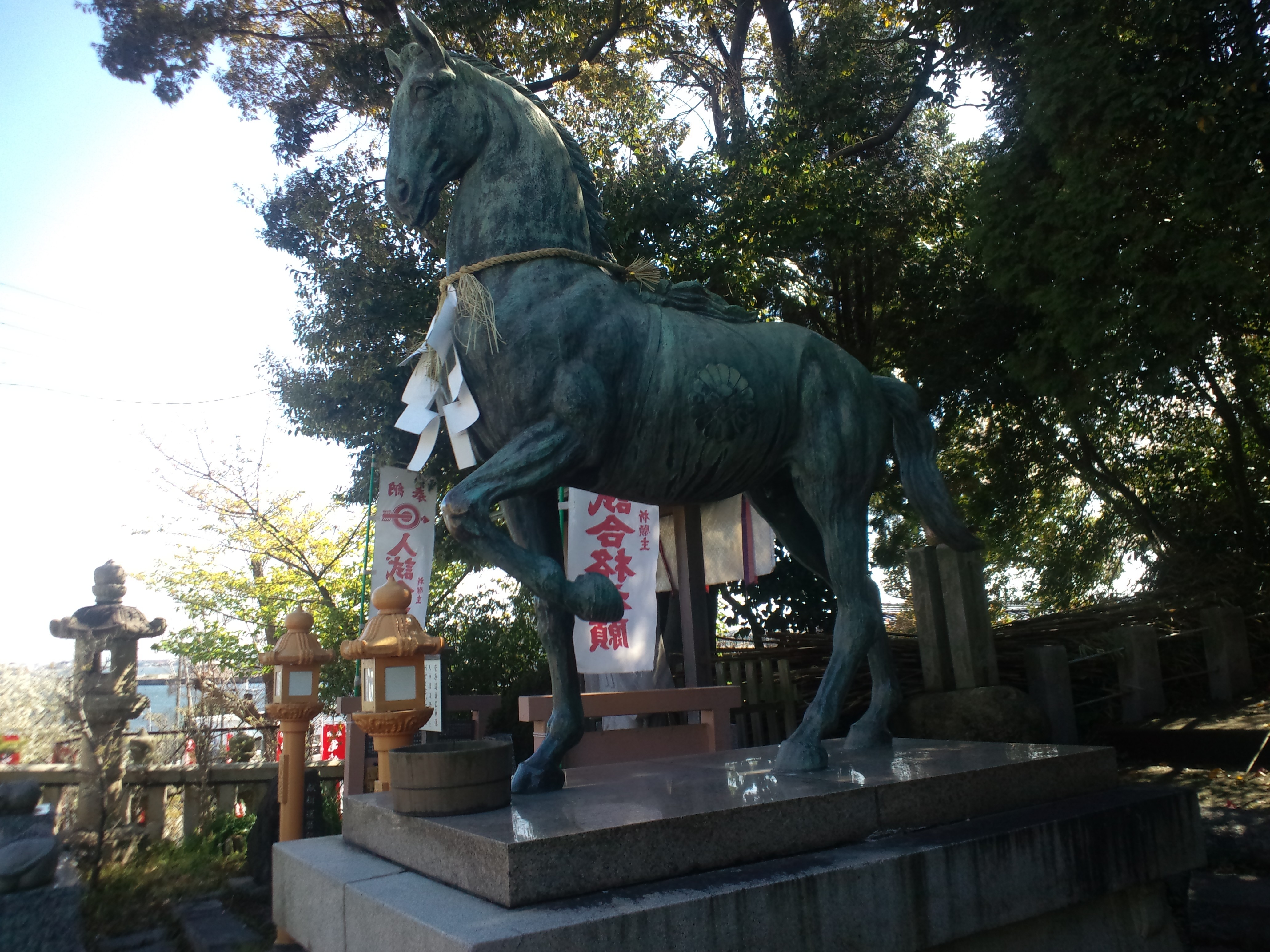
Shinme, statue de cheval en bronze du temple shinto de Kamisaki-jinja.

Les temples shinto ont toujours fait appel à des animaux, représentés artistiquement ou même vivants. Le cheval est le plus fréquent, puisque la tradition voulait qu'il en soit offert dans les temples shinto, comme notamment ceux de Watarai (Ise). D'après André Leroi-Gourhan, il est possible que la tradition fut d'offrir un cheval par le passé, puis que les dévots se soient mis à faire don d'une peinture représentant un cheval comme substitut de l'animal et par souci d'économie. Ce don de peinture est connu depuis le XIe siècle. Il est fréquent aussi de faire don de statuettes rectangulaires représentant un cheval richement harnaché.
Certains chevaux cultuels (shinme) perdurent, qu'ils appartiennent à un temple ou lui soient prêtés. Ces animaux font l'objet d'une dévotion respectueuse, à travers notamment des offrandes d'avoine et de carottes. Il est cependant plus fréquent que les temples shinto comptent une statue de cheval en bronze grandeur nature. L'animal est aussi reconnu pour être le plus apte à recueillir les confessions des pêchés, grâce à ses grandes oreilles.
les kamis sont censés se déplacer souvent à cheval. Pour apaiser le kami Mitoshi, il lui fut offert un sanglier, un cheval et un coq, après quoi il se calma et apprit aux humains l'art de cultiver le riz et sécher le chanvre. Le folklore japonais connaît plusieurs histoires mettant en scène des chevaux missionnés, par exemple pour apporter la pluie et le beau temps. L'otsukaï d'Ideha, dans le Dewa, a la forme d'un cheval, peut-être en raison des rapports étroits entre les cultivateurs locaux qui utilisent ces animaux, et les kami.
Dans la perception symbolique japonaise, le cheval est un animal viril associé au dieu Susanoo. Il est présent parmi les douze animaux du calendrier local, associé à ce dieu.